# Нуриев, Теймур Гусейн оглы
Теймур Гусейн оглы Нуриев (азерб. Teymur Hüseyn oğlu Nuriyev; 1898, Ахар — ?) — советский азербайджанский виноградарь, Герой Социалистического Труда (1950).

## Биография
Родился в 1898 году в персидском городе Ахар.
До эмиграции в Советский Союз состоял в Иранской Компартии, участвовал в общественной деятельности. С 1939 года — рабочий, звеньевой виноградарского совхоза «Азербайджан» Ханларского района. В 1949 году получил урожай винограда 224 центнера с гектара на площади 3,8 гектаров.
Указом Президиума Верховного Совета СССР от 4 сентября 1950 года за получение высоких урожаев винограда на поливных виноградниках в 1949 году Нуриеву Теймуру Гусейн оглы присвоено звание Героя Социалистического Труда с вручением ордена Ленина и золотой медали «Серп и Молот».
С 1959 года — пенсионер союзного значения.